# Biobstrucción
Bioclogging, biobstrucción u obstrucción biológica es la obstrucción de la porosidad del suelo por una biomasa microbiana; ya sea por su propio cuerpo o sus productos secundarios, tales como las sustancias poliméricas extracelulares (EPS). La biomasa microbiana puede bloquear el flujo de agua en los espacios porosos del suelo, formando una capa gruesa e impermeable. Esto reduce en gran medida el grado de infiltración de agua.
La biobstrucción se observa en sistemas con infiltración continua en diversas condiciones de campo, como por ejemplo: estanques de recarga artificial, zanjas de percolación, canales de riego, sistemas de tratamiento de aguas residuales y revestimiento de vertederos. También afecta el flujo de agua subterránea en los acuíferos, como las barreras permeables autorreactivas y en la extracción de petróleo mejorada por microbios. La biobstrucción puede ser problemática en situaciones donde se requiere controlar  la infiltración de agua a una velocidad específica, para esto suelen tomarse contra medidas, como el secado regular de los sistemas. Contrariamente, la biobstrucción también se puede utilizar para hacer una capa impermeable para minimizar la tasa de infiltración de algún sistema.

## Descripción general

### Cambio en permeabilidad con tiempo
La biobstrucción se observa como la disminución en la tasa de infiltración.  En la década de 1940, cuando se estudiaba  la infiltración de estanques con recarga artificial para la propagación del agua en los suelos agrícolas, se observó que existía una disminución en la tasa de infiltración en los mismos Cuando el suelo está continuamente sumergido, la permeabilidad o la conductividad hidráulica saturada cambio en 3 etapas: 
1. La permeabilidad disminuyó en los primeros 10 a 20 días posiblemente debido a cambios físicos de la estructura del suelo.
2. La permeabilidad aumentó debido a la disolución del aire atrapado en el suelo con el agua filtrada.
3. La permeabilidad disminuyó durante 2 a 4 semanas debido a la desintegración de los agregados y la obstrucción biológica de los poros del suelo con células microbianas y sus productos sintetizados, como limos y polisacáridos.

Las 3 etapas no son necesariamente distintas en cada condición de campo; aun cuando la segunda etapa no está clara, la permeabilidad simplemente continúa disminuyendo. 

### Varios tipos de obstrucción
El cambio en la permeabilidad con el tiempo se observa en diversas situaciones de campo. Dependiendo de la condición del campo, hay varias causas para el cambio en la conductividad hidráulica, resumidas de la siguiente manera.
1. Causas físicas: obstrucción física por sólidos suspendidos o cambios físicos del suelo, como la desintegración agregados. Una causa física del aumento en la conductividad hidráulica es la disolución de aire atrapado en el suelo con el agua filtrada.
2. Causas químicas: cambio en la concentración de electrolitos o la relación de adsorción de sodio en la fase acuosa, lo que provoca la dispersión e hinchazón de las partículas de arcilla.
3. Causas biológicas: por lo general, biobstrucción de los siguientes tipos: 
  1. Por cuerpos celulares microbianos (como bacterias,[3][4][5][6] algas[7] y hongos[8][9] ) y sus subproductos sintetizados como la sustancia polimérica extracelular (EPS)[10] (también conocido como limo), que forman biopelículas esteras o tapetes microbianos[11][12][13]  agregación de microcolonias[14]
  2. El atrapamiento de burbujas de gas como el metano[15] producido por metanogenos que obstruye los poros del suelo y contribuye a disminuir la conductividad hidráulica. Como el gas también es un subproducto microbiano, también puede considerarse una biobstrucción.
  3. Las bacterias del hierro estimulan la deposición de oxihidróxidos férricos que pueden causar la obstrucción de los poros del suelo.[16]

## Observación de campo

### Bajo infiltración estancada

#### Problema de campo y contramedidas
La biobstrucción se observa bajo infiltración continua  en lugares como estanques de recarga artificial y zanjas de percolación . La reducción de la tasa de infiltración debido a la biobstrucción en la superficie de infiltración reduce la eficiencia de tales sistemas. Para minimizar los efectos de biobstrucción, puede ser necesario el pretratamiento del agua para reducir los sólidos suspendidos, los nutrientes y el carbono orgánico. El secado regular del sistema y la eliminación física de la capa de obstrucción también pueden ser efectivo. Incluso operado con estas cautelas, es probable que la biobstrucción ocurra debido al crecimiento microbiológico en la superficie infiltrante. 
Los campos de drenaje séptico también son susceptibles a la obstrucción biológica porque aguas residuales ricas en nutrientes fluyen continuamente. El material de biobstrucción en el tanque séptico a veces se llama biomat. El pretratamiento del agua por filtración o la reducción de la carga del sistema podría retrasar la falla del sistema. Los sistemas de filtro de arena lento también sufren  obstrucciones. Además de las contra-medidas mencionadas anteriormente, la arena de limpieza o retrolavado se puede usar para eliminar la biopelícula y recuperar la permeabilidad de la arena. 
La biobstrucción en los ríos puede afectar la recarga de los acuíferos, especialmente en regiones secas donde es común perder ríos.

#### Beneficios
La obstrucción biológica puede tener un efecto positivo en ciertos casos. Por ejemplo, en los estanques de estabilización de desechos lácteos utilizados para el tratamiento de las aguas residuales de las granjas lecheras, la biobstrucción sella efectivamente el fondo del estanque. Se pueden inocular algas y bacterias para promover el bioclogging en el canal de riego para el control de la filtración.
El bioclogging también es beneficioso en el revestimiento de vertederos, como los revestimientos de arcilla compactada. Los revestimientos de arcilla generalmente se aplican en vertederos para minimizar la contaminación por vertederos de lixiviados en el entorno del suelo circundante. La conductividad hidráulica de los revestimientos de arcilla se vuelve más baja que el valor original debido a la obstrucción biológica causada por microorganismos en los espacios de lixiviados y poros en la arcilla. El bioclogging ahora se está estudiando para ser aplicado a la ingeniería geotécnica .

### En acuífero

#### Extracción de agua del pozo
El bioclogging se puede observar cuando se extrae agua de acuíferos (debajo del nivel freático) a través de un pozo de agua . Durante meses y años de operación continua de pozos de agua, estos pueden mostrar una reducción gradual en el rendimiento debido a la obstrucción biológica y otros mecanismos de obstrucción.

#### Biorremediación
La formación de biopelículas es útil en la biorremediación de aguas subterráneas contaminadas.Una barrera reactiva permeable se forma para contener el flujo de agua subterránea mediante bioclogging así como para degradar la contaminación por microbios. El flujo de contaminantes debe analizarse cuidadosamente porque la ruta de preferencia de flujo en la barrera puede reducir la eficiencia de la remediación.

#### Extracción de petróleo
En la extracción de petróleo, se implementa una técnica de recuperación mejorada de petróleo para aumentar la cantidad de petróleo que se extraerá de un campo petrolero. El agua inyectada desplaza el petróleo en el depósito que se transporta a los pozos de recuperación. Como el reservorio no tiene una permeabilidad uniforme, el agua inyectada tiende a atravesar la zona de alta permeabilidad y no atraviesa la zona donde permanece el petróleo. En esta situación, se puede emplear la técnica "modificación del perfil bacteriano"  que inyecta bacterias en la zona de alta permeabilidad para promover el bioclogging. A esto se le conoce como extracción de petróleo mejorada por microbios . 